# هدی بوروس
هدی بوروس (انگلیسی: Hedy Burress؛ زادهٔ ۳ اکتبر ۱۹۷۳) یک هنرپیشه اهل ایالات متحده آمریکا است. وی از سال ۱۹۹۶ میلادی تاکنون مشغول فعالیت بوده‌است.
از فیلم‌ها یا برنامه‌های تلویزیونی که وی در آن نقش داشته است می‌توان به انیماتریکس، فوکس‌فایر، با تو حال نمی‌کند، دکتر هاوس، بخش فوریت‌های پزشکی، سی‌اس‌آی، به من دروغ بگو، ذهن‌های مجرم، ادراک، اگر این دیوارها می‌توانستند صحبت کنند و بی‌شرم اشاره کرد.